# Astrocaryum carnosum
Astrocaryum carnosum är en enhjärtbladig växtart som beskrevs av Francis Kahn och B.Millán. Astrocaryum carnosum ingår i släktet Astrocaryum och familjen Arecaceae.
Artens utbredningsområde är Peru. Inga underarter finns listade i Catalogue of Life.